# Trite albopilosa
Trite albopilosa là một loài nhện trong họ Salticidae.
Loài này thuộc chi Trite. Trite albopilosa được Eugen von Keyserling miêu tả năm 1883.